# Sheathbill Glacier
Sheathbill Glacier är en glaciär i Antarktis. Den ligger i Östantarktis. Nya Zeeland gör anspråk på området. Sheathbill Glacier ligger 791 meter över havet.
Terrängen runt Sheathbill Glacier är bergig åt nordost, men åt sydväst är den kuperad. Havet är nära Sheathbill Glacier åt sydväst. Trakten är obefolkad. Det finns inga samhällen i närheten. 